# Liga dos Comunistas da Sérvia
A Liga dos Comunistas da Sérvia (em sérvio: Савез комуниста Србије, Savez komunista Srbije, abr. SKS), conhecido como Partido Comunista da Sérvia (em sérvio: Комунистичка партија Србије, Komunistička partija Srbije, abr. KPS) até 1952, foi o partido político governante da Sérvia de 1945 a 1990. Era o ramo sérvio da Liga dos Comunistas da Iugoslávia, conhecida até 1952 como Partido Comunista da Iugoslávia.
Sob uma nova constituição ratificada em 1974, maior poder foi delegado aos vários poderes em nível republicano. Em 1987, o partido foi assumido pela facção populista liderada por Slobodan Milošević. Milošević apaziguou os nacionalistas na Sérvia prometendo reduzir o nível de autonomia dentro das províncias autônomas de Kosovo e Voivodina. Essa política aumentou as tensões étnicas com as outras repúblicas e nacionalidades e levou às Guerras Iugoslavas. No início da década de 1990, as crescentes tensões étnicas entre as repúblicas da Iugoslávia levaram à dissolução do partido federal. 
Em 17 de julho de 1990, fundiu-se com vários partidos menores para formar o Partido Socialista da Sérvia. 
Durante a sua existência, a Liga dos Comunistas do Kosovo e a Liga dos Comunistas da Voivodina foram-lhe associadas como “partes integrantes”. 

## Líderes Partidários
1. Blagoje Nešković (1941 – 1948)
2. Petar Stambolić (1948 – Março de 1957)
3. Jovan Veselinov (Março de 1957 – 4 de novembro de 1966)
4. Dobrivoje Radosavljević (4 de novembro de 1966 – Fevereiro de 1968)
5. Petar Stambolić (Fevereiro de 1968 – Novembro de 1968)
6. Marko Nikezić (Novembro de 1968 – 26 de outubro de 1972)
7. Tihomir Vlaškalić (26 de outubro de 1972 – Maio de 1982)
8. Dušan Čkrebić (Maio de 1982 – 17 de maio de 1984)
9. Ivan Stambolić (17 de maio de 1984 – Maio de 1986)
10. Slobodan Milošević (Maio de 1986 – 24 de maio de 1989)
11. Bogdan Trifunović (24 de maio de 1989 – 16 de julho de 1990)

## Congressos

Bandeira da Sérvia dentro da Iugoslávia

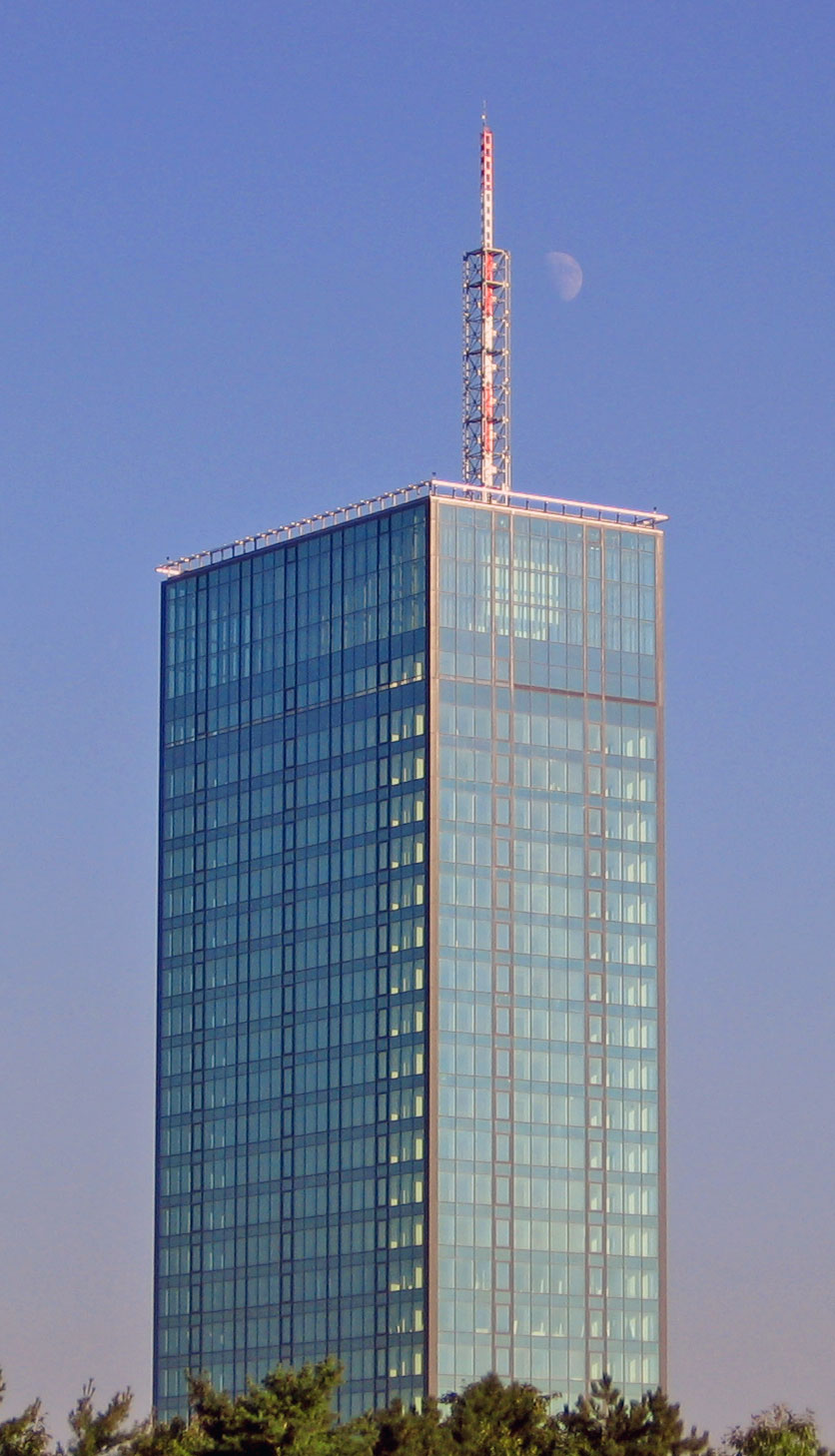
Torre Ušće, antiga sede da Liga dos Comunistas da Sérvia em Belgrado

- I. Congresso (Fundador) – 8–12 de maio de 1945
- II. Congresso – 17–21 de janeiro de 1949
- III. Congresso – 26–29 de abril de 1954
- 4. Congresso – 4–6 de junho de 1959
- V. Congresso – 11–14 de maio de 1965
- VI. Congresso – 21–23 de novembro de 1968
- VII. Congresso – 23–25 de abril de 1974
- VIII. Congresso – 29–31 de maio de 1978
- IX. Congresso – 1982
- X. Congresso – Maio de 1986
- XI. Congresso – Dezembro de 1989
- XII. Congresso (Extraordinário) – Julho de 1990